# 심실무수축
심실무수축이란 심장안쪽에 있는 심실 (心室) 이 수축되지 않아 혈액을 수월하게 옮기지 못하여서 심장박동이 멈추는 것을 말한다.